# Немирівський 1000-річний дуб
Вікови́й дуб (Неми́рівський 1000-рі́чний дуб) — ботанічна пам'ятка природи місцевого значення в Україні. Зростає у парку санаторію «Немирів» Яворівського району Львівській області.
Обхват 8 м, висота 26 м, вік 1000 років. Є одним з найстаріших дубів України.
За легендою під цим дубом вінчався Б. Хмельницький. Дуб має огорожу, проте не має охоронного знаку. Одне дупло забите свіжою пломбою, друге, понад землею, пломби не має. Дуб потребує лікування, установки охоронного знаку, а також, зважаючи на особливу цінність дерева, установки громовідводу та удобрення ґрунту.

## Світлини

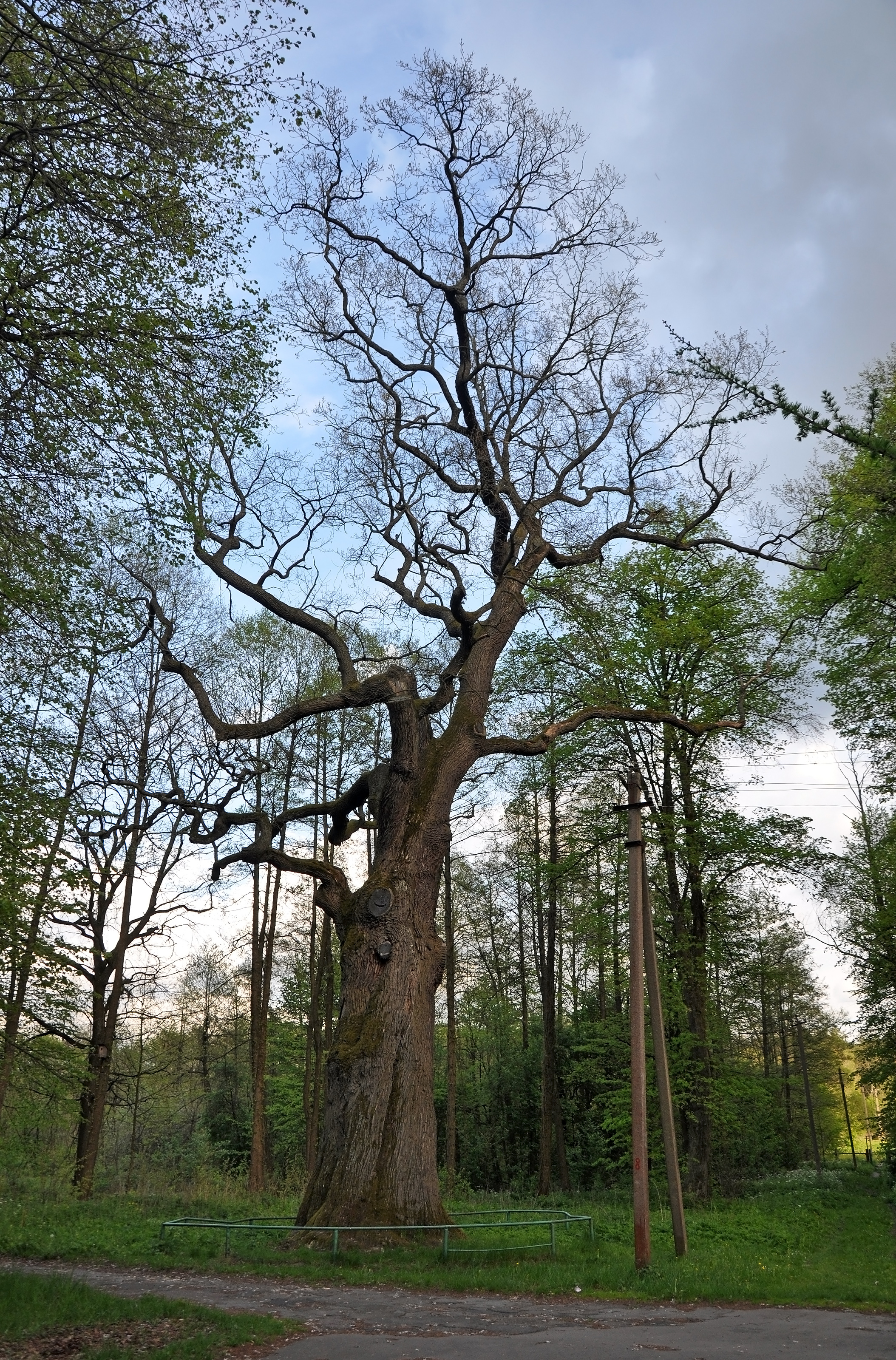
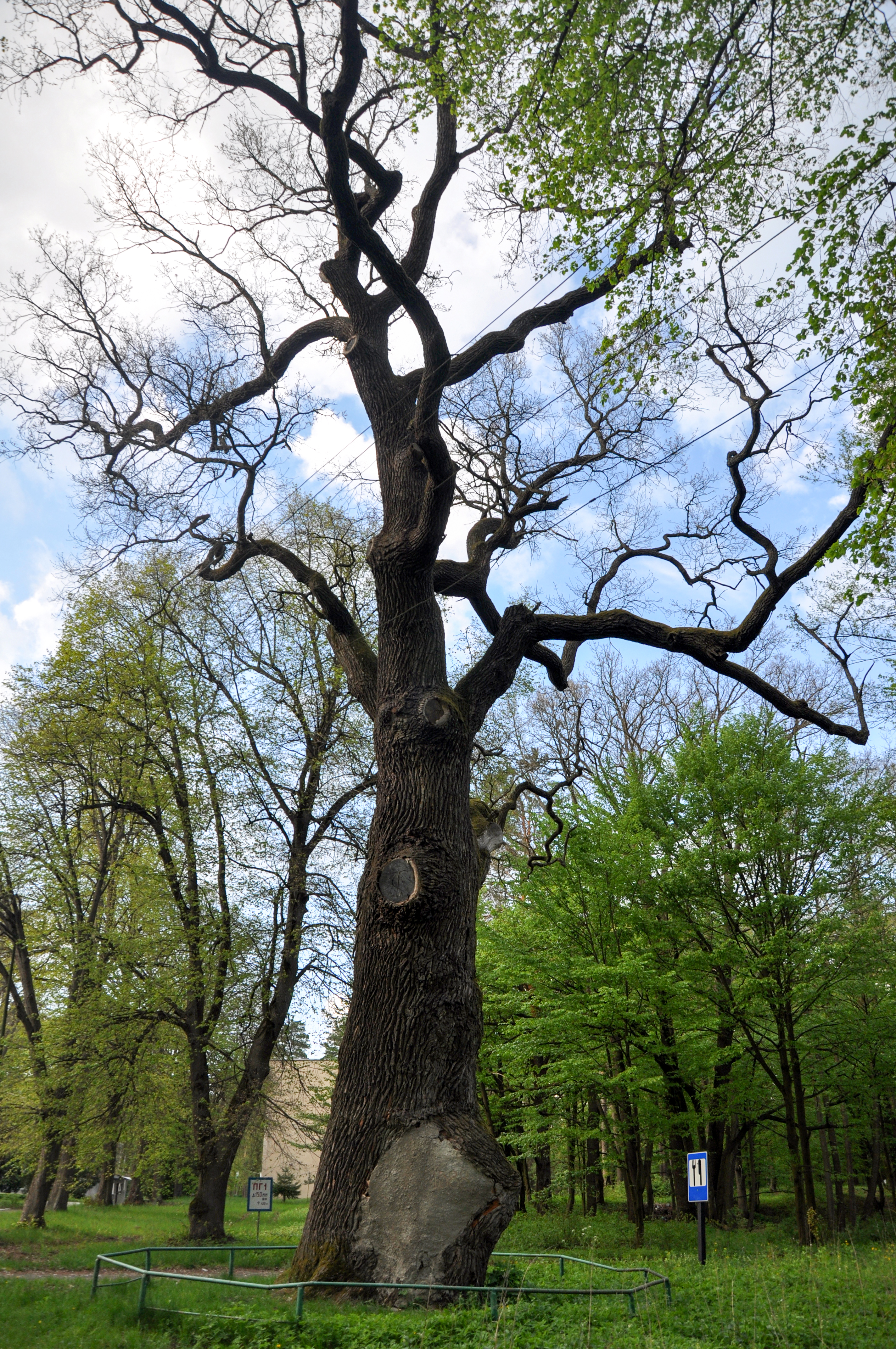

## Ресурси Інтернету
- Фотогалерея найдавніших і найвизначніших дерев України (рос.)

## Виноски
1. 1 2   Шнайдер С. Л., Борейко В. Е., Стеценко Н. Ф. 500 выдающихся деревьев Украины. — К.: КЭКЦ, 2011. — 203 с.